# Brzi i žestoki (filmski serijal)
Brzi i žestoki je filmski serijal koji sadrži četiri pustolovno-akcijska filma u produkciji kompanije Universal Pictures.
Prvi film objavljen je 2001., čime je započela originalna trilogija filmova usredotočenih na ilegalne ulične utrke, a kulminirala je filmom Brzi i žestoki: Tokio drift (2006.). Serija je prošla kroz promjenu s Brzi i žestoki: Povratak (2009.), koji je seriju preusmjerio prema pljačkama i špijuniranju, a uslijedila su četiri nastavka. Brzi i žestoki 9 bi trebao biti objavljen 2021., a planiran je deseti i konačni film. Glavni filmovi zajedno su poznati pod nazivom The Fast Saga.
Universal je seriju proširio i na spin-off film Brzi i žestoki: Hobbs i Shaw (2019.), dok je njezina podružnica DreamWorks Animation pratila to animiranom web televizijskom serijom Fast & Furious Spy Racers. Za sve filmove objavljeni su soundtrack albumi, kao i kompilacijski albumi koji sadrže postojeću glazbu koja se čuje u filmovima. Objavljena su i dva kratka filma koja se vežu u seriji.
Serija je komercijalno uspješna i najveća je Universal franšiza, a svrstava se kao deseta najnagrađivanija filmska serija ikad, s ukupnim bruto iznosom većim od 5,8 milijardi dolara. Kritična recepcija za prvi film bila je miješana, i uglavnom negativna sve do petog i kasnijeg filma, koji su bili pozitivnije primljeni. Izvan filmova, Brzi i žestoki bili su fokus drugih medija, uključujući atrakcije u Universal Studios Hollywood, emisije uživo, reklame, mnoge videoigre i igračke. Smatra se vozilom koje je glavne glumce Paul Walker i Vin Diesel potisnuo u zvijezdu.

## Produkcija

### The Fast Saga
U 2000. godini glumac Paul Walker radio je s redateljem Robom Cohenom na filmu Lubanje. Cohen je osigurao ugovor s producentom Nealom H. Moritzom za akcijski film bez naziva za "Universal Pictures", i prišao je Walkeru i zamolio ga da predloži njegov akcijski film iz snova; Walker je predložio miks filmova Days of Thunder (1990) i Donnie Brasco (1997). Ubrzo nakon toga, Cohen i Moritz donijeli su mu članak u časopisu Vibe objavljen u svibnju 1998. godine, u kojem su detaljno opisani skriveni ulični trkaći krug koji je djelovao u New Yorku, i predložili priču koja je trebala biti zamišljena verzija filma Point Break (1991 ), ali trebao je slijediti Walkera kao policajca u tajnosti sa zadatkom da se infiltrira u svijet podzemnih uličnih utrka u Los Angelesu. Čuvši to, Walker se odmah prijavio; pronalazak njegove suigračice pokazao se teškim. Studio se zagrijao za ideju Timothyja Olyphanta u ulozi Dominica Toretta, zbog uspjeha blockbustera Gone in 60 Seconds (2000.), ali on je to odbio. Moritz je ustrajao na Vin Dieselu nakon izvedbe u filmu Pitch Black (2000.), a Diesel je prihvatio nakon što je predložio nekoliko izmjena scenarija. Po izlasku u lipnju 2001., film je srušio očekivanja, a nastavak iz 2002. bio je zeleno osvijetljen do rujna.
Diesel se nije želio vratiti za nastavak, rekavši da je scenarij inferioran u odnosu na prethodnika. Cohen je također odbio nastavak, odlučivši razviti film xXx (2002), u kojem je Diesel glumio u glavnoj ulozi. Kako bi objasnio ove promjene, Universal je naručio scenaristima da stvore samostalni nastavak s Walkerom u glavnoj ulozi i doveo Johna Singletona kao novog redatelja. Snimanje je odgođeno za godinu dana, a mjesto proizvodnje premješteno je u Miami. Tyrese Gibson, koja je sa Singletonom radila na filmu Baby Boy (2001.), angažirana je kao Walkerova nova zvijezda i bio je prvi ulazak u seriju s dugogodišnjim članom glumačke ekipe Ludacrisom.
Universal je pokušao vratiti Diesela za treći dio, ali je opet odbio zbog drugih projekata i nesklonosti scenariju. Nakon što nije uspio osigurati povratak Walkera ili bilo kojeg drugog člana originalne glumačke ekipe, Universal je naložio ponovno pokretanje franšize. Scenarist Chris Morgan nakon toga je pokušao oživjeti seriju prvenstveno za automobilske entuzijaste, uvodeći nove likove, fokusirajući se na subkulturu povezanu s automobilom i premještajući seriju u Tokio; Japan sadrži jednu od najvećih svjetskih automobilskih industrija. To je prvi film iz serije koji je započeo svoju tradiciju snimanja na mjestima izvan Sjedinjenih Država. Moritz se vratio i angažirao redatelja Justina Lina, impresioniran Linovim radom za film Better Luck Tomorrow (2002), koji je slične elemente dijelio s Brzi i žestoki: Tokyo Driftom. Štoviše, serije su mogle dovesti Diesela u kamejski nastup, u zamjenu za dopuštanje glumčevoj produkcijskoj kući da stekne prava na lik Riddicka. Treći film bio je financijski najmanje uspješan u franšizi, primio je mlak prijem i ostavio budućnost franšize u neizvjesnosti.
Daleko od franšize, Diesel je stvorio niz dobrih, ali ikritičnih neuspjeha, uključujući The Chronicles of Riddick (2004), The Pacifier (2005) i Find Me Guilty (2006). Nakon razgovora s Universalom, par je dijelio interes za oživljavanjem serije. Nakon što je potpisao Diesel i potvrdio povratak Lina, Universal je radio na praćenju originalnih zvijezda prvog filma, a sredinom 2008. ponovno je potpisao Walkera, Michelle Rodriguez i Jordanu Brewster. Walker se isprva nije volio pridružiti franšizi nakon šest godina, ali Diesel ga je uvjeravao da će se film smatrati prvim "istinskim" nastavkom. Morgan se vratio pisati nakon kritičke pohvale za lik Han Lue. S obzirom na očitu smrt lika u trećem filmu, vremenska linija franšize promijenjena je kako bi se objasnio njegov izgled. Sa smanjenim naglaskom na kulturi automobila, četvrti film, Fast & Furious, postigao je komercijalni uspjeh. Iako je kritički prijem bio mješovit, to je ponovno ojačalo franšizu, kao i zvjezdane snage Diesela i Walkera. 
2011. godine izašao je peti nastavak, Brzi i žestoki 5. Razvijajući film, Universal se potpuno udaljio od bilo kakvih elemenata uličnih utrka koji su prevladavali u prethodnim filmovima, pretvarajući franšizu u pljačkaški i akcijski serijal koja uključuje automobile. Čineći to, nadali su se privući širu publiku koja bi inače mogla biti odbijena velikim naglaskom na automobile i automobilsku kulturu. Brzi i žestoki 5 smatra se prijelaznim filmom u seriji, koji sadrži samo jednu utrku automobila i daje više pozornosti akcijskim dijelovima poput borbe s oružjem, tučnjave i pljačke. Fast Five u početku je zamišljen da zaključi franšizu, ali nakon snažnih performansi blagajni i visokih kritičkih pohvala, Universal je nastavio razvijati šesti dio. Nadalje, film je poznat po dodavanju Dwaynea Johnsona u glumačku postavu, čija je izvedba kritički pohvaljena.
Krajem 2011. godine "Los Angeles Times" izvijestio je da se Universal približavao šestom i sedmom dijelu s jednom pričom koja se provlačila kroz oba filma, s tim da je Morgan predviđao teme slobode i obitelji, ali kasnije prebačen na račun želje studija da se uključi elementi špijunaže. Lin je otkrio da je, nakon razgovora s Dieselom, snimio priču, unaprijed vizualizirao i počeo uređivati dvanaestominutnu završnicu za Brzi i žestoki 6, prije nego što je snimanje završeno na Brzi i žestoki 5. Razgovaralo se o prijedlogu da se filmovi snimaju unatrag, kako bi se smanjio tradicionalni dvogodišnji jaz između rata, ali taj je pojam na Linov zahtjev napušten. Po izlasku, šesti film postao je film s najvećom zaradom u seriji.
Universalu je nedostajao film velikog događaja za 2014. godinu, a Brzi i žestoki 7 sredinom 2013. gurnuo je u pretprodukciju, jer je imao status kreditne imovine. Lin se odlučio ne vraćati se režiji sedmog filma, jer je i dalje izvodio postprodukciju na Brzi i žestoki 6. James Wan, prvenstveno poznat po horor filmovima, preuzeo je redateljske dužnosti. 30. studenog 2013. Walker je smrtno stradao u nesreći s jednim vozilom, a snimanje je bilo tek napola dovršeno. Nakon Walkerove smrti, snimanje je odgođeno zbog prepravki scenarija, a njegova braća, Caleb i Cody, korišteni su kao dodaci za dovršavanje njegovih preostalih scena. Prepisi scenarija upotpunili su lukove priča i Walkera i Brewsterovih likova. Tvrtka za vizualne efekte Weta Digital angažirana je da ponovno stvori Walkerovu sličnost. Film je također predstavio Nathalie Emmanuel s glumačkom ekipom. Na kraju, zbog kašnjenja filma objavljen je u travnju 2015., gdje je postao film s najvećom zaradom u franšizi, zaradivši 1,5 milijardi dolara. Također je bio i kritički najuspješniji, s pohvalama usmjerenim prema akcijskim sekvencama filma i njegovom emotivnom priznanju Walkeru. 
Naplata od više ponovnih snimanja odvratila je Wana od povratka u franšizu, a Universal je angažirao F. Garyja Greya da upravlja osmim filmom Brzi i žestoki 8. Ovaj film trebao je započeti novu trilogiju, koja će zaključiti franšizu. Diesel je najavio da će predstavljanje Kurta Russella i Charlize Theron kao likova u Brzi i žestoki 7 pomoći da se to postigne. Film je objavljen 2017. godine, a dobio je mješovite kritike kritičara, od kojih su mnogi hvalili izvedbe i akcijske sekvence, ali kritizirali su priču i dugotrajnost. Bio je to nesumnjiv komercijalni uspjeh, zaradivši preko 1,2 milijarde dolara širom svijeta. Universal je kasnije objavio da će posljednja dva filma biti objavljena u svibnju 2020. i travnju 2021., a Lin će se vratiti u režiju. Najavljeno je da će Brewster ponoviti ulogu Mie Toretto, dok je scenarist Daniel Casey angažiran za deveti film; Brzi i žestoki 9 je prvi film od Tokyo Drifta koji Morgan nije napisao. Predprodukcija je započela u veljači 2019. u Londonu, a snimanje je započelo u lipnju i završilo u studenom. John Cena glumljen je kao negativac filma, tumačeći Jakoba Toretta, Domova brata. Štoviše, Sung Kang vratio se kao Han, dok je u filmu prva glumila Helen Mirren, a Lucas Black je ponovio ulogu Seana Boswella iz Tokyo Drifta. Prvotno je predviđeno da Brzi i žestoki 9 bude pušten u kinematografsko prikazivanje 22. svibnja 2020., ali je godinu dana pomaknut na 2. travnja 2021., zbog pandemije COVID-19. Potom je gurnut natrag na 28. svibnja 2021. i konačno pušten u Sjedinjene Države 25. lipnja.

## Filmovi
| Film                              | Datum izlaska     | Redatelj(i)     | Scenarist(i)                                             | Producent(i)                                                                                             |               |
| The Fast Saga                     | The Fast Saga     | The Fast Saga   | The Fast Saga                                            | The Fast Saga                                                                                            | The Fast Saga |
| --------------------------------- | ----------------- | --------------- | -------------------------------------------------------- | --- | ------------- |
| Brzi i žestoki                    | 22. lipnja 2001.  | Rob Cohen       | Gary Scott Thompson, Erik Bergquist i David Ayer         | Neal H. Moritz                                                                                           |               |
| Prebrzi i prežestoki              | 6. lipnja 2003.   | John Singleton  | Gary Scott Thompson, Michael Brandt i Derek Haas         | Neal H. Moritz                                                                                           |               |
| Brzi i žestoki: Tokio drift       | 16. lipnja 2006.  | Justin Lin      | Chris Morgan                                             | Neal H. Moritz                                                                                           |               |
| Brzi i žestoki: Povratak          | 3. travnja 2009.  | Justin Lin      | Chris Morgan                                             | Neal H. Moritz, Vin Diesel i Michael Fottrell                                                            |               |
| Brzi i žestoki 5                  | 29. travnja 2011. | Justin Lin      | Chris Morgan                                             | Neal H. Moritz, Vin Diesel i Michael Fottrell                                                            |               |
| Brzi i žestoki 6                  | 24. svibnja 2013. | Justin Lin      | Chris Morgan                                             | Neal H. Moritz, Vin Diesel i Clayton Townsend                                                            |               |
| Brzi i žestoki 7                  | 3. travnja 2015.  | James Wan       | Chris Morgan                                             | Neal H. Moritz, Vin Diesel i Michael Fottrell                                                            |               |
| Brzi i žestoki 8                  | 14. travnja 2017. | F. Gary Gray    | Chris Morgan                                             | Neal H. Moritz, Vin Diesel, Michael Fottrell i Chris Morgan                                              |               |
| Brzi i žestoki 9                  | 25. lipnja 2021.  | Justin Lin      | Justin Lin, Alfredo Botello and Daniel Casey             | Neal H. Moritz, Vin Diesel, Jeff Kirschenbaum, Joe Roth, Justin Lin, Clayton Townsend i Samantha Vincent |               |
| Brzi i žestoki 10                 | 19. svibnja 2023. | Louis Leterrier | Justin Lin, Zach Dean i Dan Mazeau                       | Neal H. Moritz, Vin Diesel, Justin Lin, Jeff Kirschenbaum i Samantha Vincent                             |               |
| Spin-off filmovi                  |                   |                 |                                                          | |               |
| Brzi i žestoki: Hobbs i Shaw      | 2. kolovoza 2019. | David Leitch    | Chris Morgan and Drew Pearce                             | Chris Morgan, Hiram Garcia, Dwayne Johnson i Jason Statham                                               |               |
| Bez naziva film pod vodstvom žene | nema datuma       | -               | Nicole Perlman, Lindsey Beer and Geneva Robertson-Dworet | Vin Diesel, Michael Fottrell i Chris Morgan                                                              |               |
| Bez naziva Hobbs i Shaw nastavak  | nema datuma       | -               | Chris Morgan                                             | Hiram Garcia and Dwayne Johnson                                                                          |               |

## Popis likova u serijalu
| Glavni      | Označava da je lik imao glavnu ulogu u filmu               |
| Arhiva      | Označava da se lik pojavljuje samo na arhivskim snimkama   |
| Kameo       | Označava da je lik imao manji ili kameo pojavu             |
| Fotografija | Označava da je lik imao nefizički izgled preko fotografije |

| Lik                        | Glumac/ica                                 | Film           | Film                                        | Film                 | Film                        | Film           | Film                     | Film             | Film             | Film             | Film             | Film                         | Film             |
| Lik                        | Glumac/ica                                 | Brzi i žestoki | Turbo napunjen uvod za Prebrze i prežestoke | Prebrzi i prežestoki | Brzi i žestoki: Tokio drift | Los Bandoleros | Brzi i žestoki: Povratak | Brzi i žestoki 5 | Brzi i žestoki 6 | Brzi i žestoki 7 | Brzi i žestoki 8 | Brzi i žestoki: Hobbs i Shaw | Brzi i žestoki 9 |
| Lik                        | Glumac/ica                                 | 2001           | 2003                                        | 2003                 | 2006                        | 2009           | 2009                     | 2011             | 2013             | 2015             | 2017             | 2019                         | 2021             |
| Glavni likovi              | Glavni likovi                              | Glavni likovi  | Glavni likovi                               | Glavni likovi        | Glavni likovi               | Glavni likovi  | Glavni likovi            | Glavni likovi    | Glavni likovi    | Glavni likovi    | Glavni likovi    | Glavni likovi                | Glavni likovi    |
| -------------------------- | ------------------------------------------ | -------------- | ------------------------------------------- | -------------------- | --------------------------- | -------------- | ------------------------ | ---------------- | ---------------- | ---------------- | ---------------- | ---------------------------- | ---------------- |
| Dominic Toretto            | Vin Diesel *                               | Glavni         | Arhiva                                      |                      | Kameo                       | Glavni         | Glavni                   | Glavni           | Glavni           | Glavni           | Glavni           |                              | Glavni           |
| Brian O'Conner             | Paul Walker †                              | Glavni         | Glavni                                      | Glavni               |                             | Fotografija    | Glavni                   | Glavni           | Glavni           | Glavni           | Fotografija      |                              | Kameo            |
| Letty Ortiz                | Michelle Rodriguez                         | Glavni         |                                             |                      |                             | Glavni         | Glavni                   | Fotografija      | Glavni           | Glavni           | Glavni           |                              | Glavni           |
| Mia Toretto                | Jordana Brewster                           | Glavni         |                                             |                      |                             | Fotografija    | Glavni                   | Glavni           | Glavni           | Glavni           | Fotografija      |                              | Glavni           |
| Roman Pearce               | Tyrese Gibson                              |                |                                             | Glavni               |                             |                |                          | Glavni           | Glavni           | Glavni           | Glavni           |                              | Glavni           |
| Tej Parker                 | Ludacris                                   |                |                                             | Glavni               |                             |                |                          | Glavni           | Glavni           | Glavni           | Glavni           |                              | Glavni           |
| Sean Boswell               | Lucas Black                                |                |                                             |                      | Glavni                      |                |                          |                  | Arhiva           | Kameo            |                  |                              | Glavni           |
| Han Lue                    | Sung Kang                                  |                |                                             |                      | Glavni                      | Glavni         | Glavni                   | Glavni           | Glavni           | Arhiva           |                  |                              | Glavni           |
| Gisele Yashar              | Gal Gadot                                  |                |                                             |                      |                             |                | Glavni                   | Glavni           | Glavni           | Arhiva           |                  |                              | Arhiva           |
| Luke Hobbs                 | Dwayne Johnson                             |                |                                             |                      |                             |                |                          | Glavni           | Glavni           | Glavni           | Glavni           | Glavni                       |                  |
| Deckard Shaw               | Jason Statham #                            |                |                                             |                      |                             |                |                          |                  | Kameo            | Glavni           | Glavni           | Glavni                       | Kameo            |
| Ramsey                     | Nathalie Emmanuel                          |                |                                             |                      |                             |                |                          |                  |                  | Glavni           | Glavni           |                              | Glavni           |
| Jakob Toretto              | John Cena *                                |                |                                             |                      |                             |                |                          |                  |                  |                  |                  |                              | Glavni           |
| Primarni sporedni likovi   |                                            |                |                                             |                      |                             |                |                          |                  |                  |                  |                  |                              |                  |
| Vince                      | Matt Schulze                               | Glavni         |                                             |                      |                             |                | Fotografija              | Glavni           | Arhiva           |                  |                  |                              |                  |
| Jesse                      | Chad Lindberg                              | Glavni         |                                             |                      |                             |                |                          |                  |                  |                  |                  |                              |                  |
| Leon                       | Johnny Strong                              | Glavni         |                                             |                      |                             |                | Fotografija              |                  |                  |                  |                  |                              |                  |
| Monica Fuentes             | Eva Mendes                                 |                |                                             | Glavni               |                             |                |                          | Kameo            |                  |                  |                  |                              |                  |
| Suki                       | Devon Aoki                                 |                |                                             | Glavni               |                             |                |                          |                  |                  | Arhiva           |                  |                              |                  |
| Twinkie                    | Bow Wow                                    |                |                                             |                      | Glavni                      |                |                          |                  |                  | Arhiva           |                  |                              | Glavni           |
| Neela                      | Nathalie Kelley                            |                |                                             |                      | Glavni                      |                |                          |                  | Arhiva           | Arhiva           |                  |                              |                  |
| Tego Leo                   | Tego Calderón *                            |                |                                             |                      |                             | Glavni         | Glavni                   | Glavni           | Arhiva           | Arhiva           | Kameo            |                              | Kameo            |
| Rico Santos                | Don Omar *                                 |                |                                             |                      |                             | Glavni         | Glavni                   | Glavni           | Arhiva           | Arhiva           | Kameo            |                              | Kameo            |
| Elena Neves                | Elsa Pataky                                |                |                                             |                      |                             |                |                          | Glavni           | Glavni           | Glavni           | Glavni           |                              |                  |
| Mr. Nobody                 | Kurt Russell                               |                |                                             |                      |                             |                |                          |                  |                  | Glavni           | Glavni           |                              | Glavni           |
| Little Nobody              | Scott Eastwood                             |                |                                             |                      |                             |                |                          |                  |                  |                  | Glavni           |                              | Arhiva           |
| Magdalene Shaw             | Helen Mirren                               |                |                                             |                      |                             |                |                          |                  |                  |                  | Kameo            | Glavni                       | Glavni           |
| Hattie Shaw                | Vanessa Kirby #                            |                |                                             |                      |                             |                |                          |                  |                  |                  |                  | Glavni                       |                  |
| Madame M                   | Eiza González                              |                |                                             |                      |                             |                |                          |                  |                  |                  |                  | Glavni                       |                  |
| Professor Andreiko         | Eddie Marsan                               |                |                                             |                      |                             |                |                          |                  |                  |                  |                  | Glavni                       |                  |
| Jonah Hobbs                | Cliff Curtis                               |                |                                             |                      |                             |                |                          |                  |                  |                  |                  | Glavni                       |                  |
| Buddy                      | Michael Rooker                             |                |                                             |                      |                             |                |                          |                  |                  |                  |                  |                              | Glavni           |
| Sekundarni sporedni likovi |                                            |                |                                             |                      |                             |                |                          |                  |                  |                  |                  |                              |                  |
| Hector                     | Noel Gugliemi                              | Glavni         |                                             |                      |                             |                |                          |                  |                  | Kameo            |                  |                              |                  |
| Edwin                      | Ja Rule                                    | Glavni         |                                             |                      |                             |                |                          |                  |                  |                  |                  |                              |                  |
| Agent Bilkins              | Thom Barry                                 | Glavni         |                                             | Glavni               |                             |                |                          |                  |                  |                  |                  |                              |                  |
| Sergeant Tanner            | Ted Levine                                 | Glavni         |                                             |                      |                             |                |                          |                  |                  |                  |                  |                              |                  |
| Girl                       | Minka Kelly                                |                | Glavni                                      |                      |                             |                |                          |                  |                  |                  |                  |                              |                  |
| Agent Markham              | James Remar                                |                |                                             | Glavni               |                             |                |                          |                  |                  |                  |                  |                              |                  |
| Orange Julius              | Amaury Nolasco                             |                |                                             | Glavni               |                             |                |                          |                  |                  | Arhiva           |                  |                              |                  |
| Slap Jack                  | Michael Ealy                               |                |                                             | Glavni               |                             |                |                          |                  |                  | Arhiva           |                  |                              |                  |
| Jimmy                      | MC Jin                                     |                |                                             | Glavni               |                             |                |                          |                  |                  |                  |                  |                              |                  |
| Major Boswell              | Brian Goodman                              |                |                                             |                      | Glavni                      |                |                          |                  |                  |                  |                  |                              |                  |
| Mrs. Boswell               | Lynda Boyd                                 |                |                                             |                      | Glavni                      |                |                          |                  |                  |                  |                  |                              |                  |
| Earl Hu                    | Jason Tobin                                |                |                                             |                      | Glavni                      |                |                          |                  |                  |                  |                  |                              | Glavni           |
| Reiko                      | Keiko Kitagawa                             |                |                                             |                      | Glavni                      |                |                          |                  |                  |                  |                  |                              |                  |
| Elvis                      | Juan Fernández                             |                |                                             |                      |                             | Glavni         |                          |                  |                  |                  |                  |                              |                  |
| Cara Mirtha                | Mirtha Michelle                            |                |                                             |                      |                             | Glavni         | Glavni                   |                  |                  |                  |                  |                              |                  |
| Agent Michael Stasiak      | Shea Whigham                               |                |                                             |                      |                             |                | Glavni                   |                  | Kameo            |                  |                  |                              | Kameo            |
| Agent Penning              | Jack Conley                                |                |                                             |                      |                             |                | Glavni                   |                  |                  |                  |                  |                              |                  |
| Agent Sophie Trinh         | Liza Lapira                                |                |                                             |                      |                             |                | Glavni                   |                  |                  |                  |                  |                              |                  |
| Agent Wilkes               | Fernando Chien                             |                |                                             |                      |                             |                |                          | Glavni           |                  |                  |                  |                              |                  |
| Agent Fusco                | Alimi Ballard                              |                |                                             |                      |                             |                |                          | Glavni           |                  |                  |                  |                              |                  |
| Agent Chato                | Yorgo Constantine                          |                |                                             |                      |                             |                |                          | Glavni           |                  |                  |                  |                              |                  |
| Agent Macroy               | Geoff Meed                                 |                |                                             |                      |                             |                |                          | Glavni           |                  |                  |                  |                              |                  |
| Rosa                       | Jeimy Osorio                               |                |                                             |                      |                             |                |                          | Glavni           |                  |                  |                  |                              |                  |
| Jack O'Conner              | Max William Crane, Charlie & Miller Kimsey |                |                                             |                      |                             |                |                          |                  | Glavni           | Glavni           |                  |                              |                  |
| Samantha Hobbs             | Eden Estrella & Eliana Su'a                |                |                                             |                      |                             |                |                          |                  |                  | Glavni           | Glavni           | Glavni                       |                  |
| Mando                      | Romeo Santos                               |                |                                             |                      |                             |                |                          |                  |                  | Glavni           |                  |                              |                  |
| Agent Sheppard             | John Brotherton                            |                |                                             |                      |                             |                |                          |                  |                  | Glavni           |                  |                              |                  |
| Raldo                      | Celestino Cornielle                        |                |                                             |                      |                             |                |                          |                  |                  |                  | Glavni           |                              |                  |
| Fernando                   | Janmarco Santiago                          |                |                                             |                      |                             |                |                          |                  |                  |                  | Glavni           |                              |                  |
| Brian Marcos Toretto       | Carlos De La Hoz, James Ayoub              |                |                                             |                      |                             |                |                          |                  |                  |                  | Glavni           |                              | Glavni           |
| Victor Locke               | Ryan Reynolds                              |                |                                             |                      |                             |                |                          |                  |                  |                  |                  | Glavni                       |                  |
| Loeb                       | Rob Delaney                                |                |                                             |                      |                             |                |                          |                  |                  |                  |                  | Glavni                       |                  |
| Dinkley                    | Kevin Hart                                 |                |                                             |                      |                             |                |                          |                  |                  |                  |                  | Glavni                       |                  |
| Mateo Hobbs                | Roman Reigns                               |                |                                             |                      |                             |                |                          |                  |                  |                  |                  | Glavni                       |                  |
| Timo Hobbs                 | Josh Mauga                                 |                |                                             |                      |                             |                |                          |                  |                  |                  |                  | Glavni                       |                  |
| Kal Hobbs                  | John Tui                                   |                |                                             |                      |                             |                |                          |                  |                  |                  |                  | Glavni                       |                  |
| Sefina Hobbs               | Lori Pelenise Tuisano                      |                |                                             |                      |                             |                |                          |                  |                  |                  |                  | Glavni                       |                  |
| Elle                       | Anna Sawai                                 |                |                                             |                      |                             |                |                          |                  |                  |                  |                  |                              | Glavni           |
| Leysa                      | Cardi B                                    |                |                                             |                      |                             |                |                          |                  |                  |                  |                  |                              | Glavni           |
| Jack Toretto               | J.D. Pardo                                 |                |                                             |                      |                             |                |                          |                  |                  |                  |                  |                              | Glavni           |
| Primarni negativci         |                                            |                |                                             |                      |                             |                |                          |                  |                  |                  |                  |                              |                  |
| Johnny Tran                | Rick Yune                                  | Glavni         |                                             |                      |                             |                |                          |                  |                  |                  |                  |                              |                  |
| Carter Verone              | Cole Hauser                                |                |                                             | Glavni               |                             |                |                          |                  |                  |                  |                  |                              |                  |
| D.K. / Takashi             | Brian Tee                                  |                |                                             |                      | Glavni                      |                |                          |                  | Arhiva           |                  |                  |                              |                  |
| Arturo Braga               | John Ortiz                                 |                |                                             |                      |                             |                | Glavni                   |                  | Kameo            |                  |                  |                              |                  |
| Hernan Reyes               | Joaquim de Almeida                         |                |                                             |                      |                             |                |                          | Glavni           |                  |                  |                  |                              |                  |
| Owen Shaw                  | Luke Evans #                               |                |                                             |                      |                             |                |                          |                  | Glavni           | Kameo            | Kameo            |                              |                  |
| Mose Jakande               | Djimon Hounsou                             |                |                                             |                      |                             |                |                          |                  |                  | Glavni           | Fotografija      |                              |                  |
| Cipher                     | Charlize Theron                            |                |                                             |                      |                             |                |                          |                  |                  |                  | Glavni           |                              | Glavni           |
| Brixton Lore               | Idris Elba                                 |                |                                             |                      |                             |                |                          |                  |                  |                  |                  | Glavni                       |                  |
| Sekundarni negativci       |                                            |                |                                             |                      |                             |                |                          |                  |                  |                  |                  |                              |                  |
| Lance Nguyen               | Reggie Lee                                 | Glavni         |                                             |                      |                             |                |                          |                  |                  |                  |                  |                              |                  |
| Kenny Linder               | Jim Parrack                                | Fotografija    |                                             |                      |                             |                |                          |                  |                  |                  |                  |                              | Glavni           |
| Enrique                    | Mo Gallini                                 |                |                                             | Glavni               |                             |                |                          |                  |                  |                  |                  |                              |                  |
| Roberto                    | Roberto Sanchez                            |                |                                             | Glavni               |                             |                |                          |                  |                  |                  |                  |                              |                  |
| Morimoto                   | Leonardo Nam                               |                |                                             |                      | Glavni                      |                |                          |                  |                  |                  |                  |                              |                  |
| Kamata                     | Sonny Chiba                                |                |                                             |                      | Glavni                      |                |                          |                  |                  |                  |                  |                              |                  |
| Fenix Calderon             | Laz Alonso                                 |                |                                             |                      |                             |                | Glavni                   |                  | Arhiva           | Arhiva           |                  |                              |                  |
| Zizi                       | Michael Irby                               |                |                                             |                      |                             |                |                          | Glavni           |                  |                  |                  |                              |                  |
| Agent Riley Hicks          | Gina Carano                                |                |                                             |                      |                             |                |                          |                  | Glavni           |                  |                  |                              |                  |
| Vegh                       | Clara Paget                                |                |                                             |                      |                             |                |                          |                  | Glavni           |                  |                  |                              |                  |
| Klaus                      | Kim Kold                                   |                |                                             |                      |                             |                |                          |                  | Glavni           |                  |                  |                              |                  |
| Jah                        | Joe Taslim                                 |                |                                             |                      |                             |                |                          |                  | Glavni           |                  |                  |                              |                  |
| Adolfson                   | Benjamin Davies                            |                |                                             |                      |                             |                |                          |                  | Glavni           |                  |                  |                              |                  |
| Denlinger                  | Samuel M. Stewart                          |                |                                             |                      |                             |                |                          |                  | Glavni           |                  |                  |                              |                  |
| Kiet                       | Tony Jaa                                   |                |                                             |                      |                             |                |                          |                  |                  | Glavni           |                  |                              |                  |
| Kara                       | Ronda Rousey                               |                |                                             |                      |                             |                |                          |                  |                  | Glavni           |                  |                              |                  |
| Connor Rhodes              | Kristofer Hivju                            |                |                                             |                      |                             |                |                          |                  |                  |                  | Glavni           |                              |                  |
| Otto                       | Thue Ersted Rasmussen                      |                |                                             |                      |                             |                |                          |                  |                  |                  |                  |                              | Glavni           |
| Lieutenant Sue             | Martyn Ford                                |                |                                             |                      |                             |                |                          |                  |                  |                  |                  |                              | Glavni           |
| Ferocious Professional     | Francis Ngannou                            |                |                                             |                      |                             |                |                          |                  |                  |                  |                  |                              | Glavni           |

†Tijekom produkcije filma Brzi i žestoki 7, Paul Walker je pogunio u automobilskoj nesreći 30. studenog 2013. Kao rezultat, njegov lik Brian O'Conner ispisan je iz serijala kao umirovljen. Walkerova braća, Caleb i Cody, korišteni su među drugima kao kameo glumci da završe njegove nedovršene scene, i film je njemu posvećen.
#Joshua Coombes, Meeshua Garbett i Harry Hickles prikazuju mlade verzije Deckarda, Hattie i Owena, u Hobbs i Shaw.
*Vinnie Bennett, Finn Cole, Cered i Ozuna portretiraju mlade verzije Dominica, Jakoba, Lea i Santosa, u Brzi i žestoki 9.

## Vanjske poveznice
- Službena stranica